# زابینه بکر
زابینه بکر (آلمانی: Sabine Becker؛ زادهٔ ۱۳ اوت ۱۹۵۹) اسکیت‌باز سرعت زن اهل آلمان بود.